# Negrași
Negrași è un comune della Romania di 2 570 abitanti, ubicato nel distretto di Argeș, nella regione storica della Muntenia.